# Michel Damaskinos
Michel Damaskinos (grec moderne : Μιχαήλ Δαμασκηνός) ou aussi, en français, Michel Damascène, (1530/1535 — 1592/1593) est un peintre, surtout d'icônes, de l'école crétoise. Ses œuvres sont à l'origine de la Renaissance crétoise, inspirant de nombreux autres artistes.
Michel Damaskinos naît à Candie (aujourd'hui Héraklion), sur l'île de Crète qui est alors sous domination vénitienne. Il y étudie l'iconographie au métochion du monastère Sainte-Catherine-du-Sinaï et est aussi sans doute apprenti dans l'atelier du peintre Théophane Strelidzas-Bathas dit Théophane le Crétois. Vers 1567, il part pour Venise pour y parfaire encore son art, au contact de celui des grands maîtres qui y travaillent à l'époque. En 1569, il vient séjourner à Messine, en Sicile, où pendant trois ans il réalise des œuvres remarquables. En 1574, il revient à Venise. Il peint l'intérieur de l'église orthodoxe de la ville, l'église San Giorgio dei Greci (qu'Emmanuel Tzanes décore de fresques un siècle plus tard). En 1583, il retourne en Grèce et poursuit ses travaux en Crète et dans les îles Ioniennes. C'est un des représentants majeurs de l'école crétoise. Il meurt vers 1592, probablement de la peste.
Ses œuvres sont notamment conservées au musée d'art religieux de Sainte-Catherine, à Héraklion, et au musée d'art byzantin Antivouniotissa, à Corfou.

## Galerie

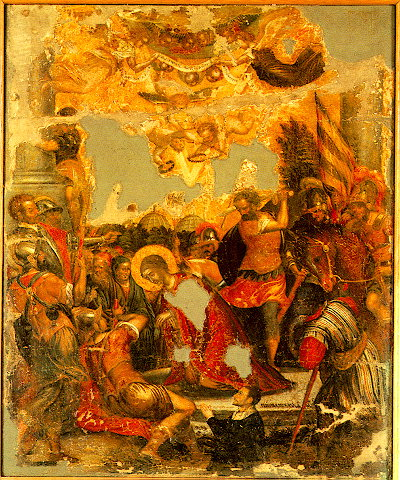
Martyre de sainte Parascève.
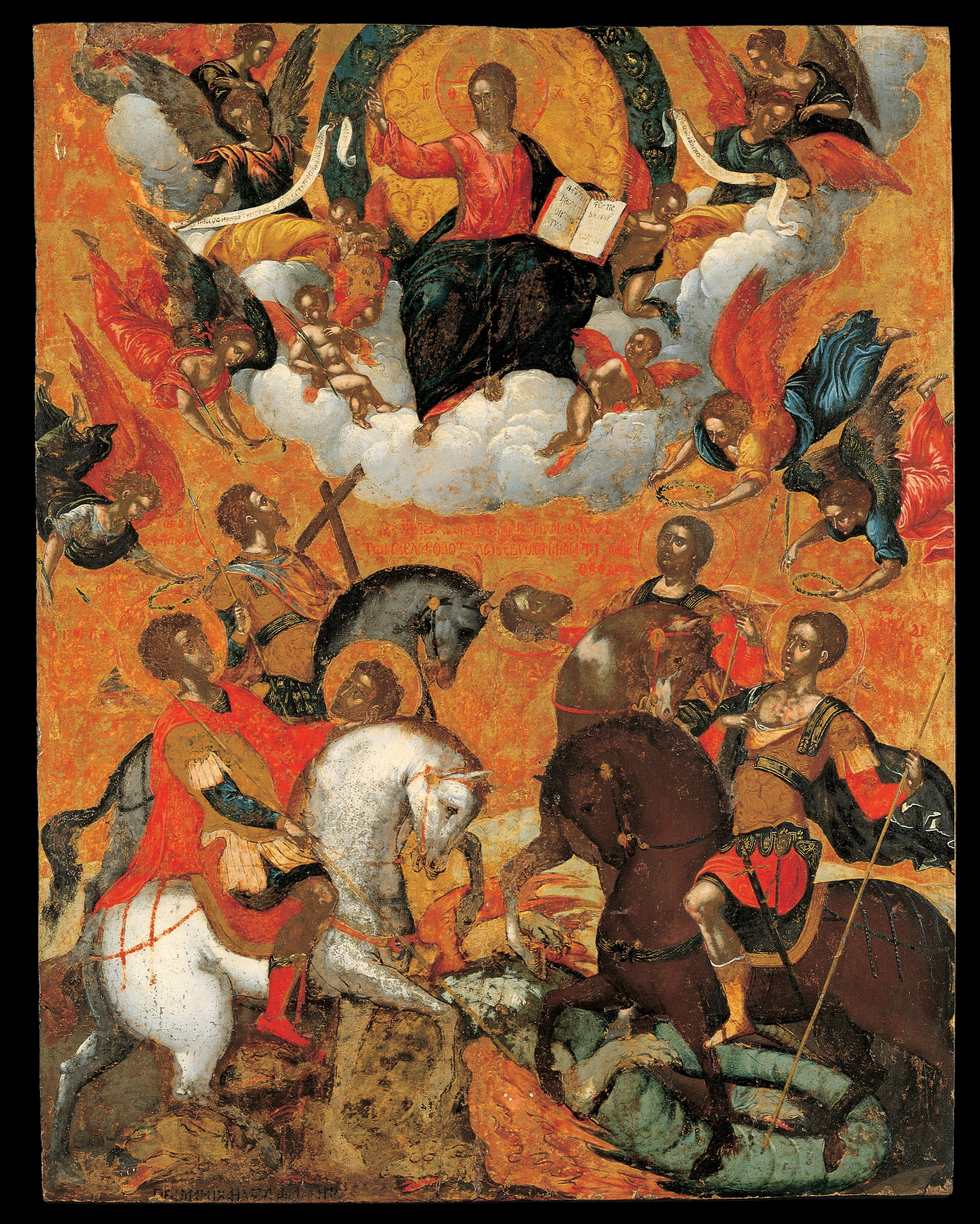
Les Quatre Saints militaires : Georges et Théodore (Tiron) à gauche, Démétrios et Théodore (le Stratilate), à droite (musée Benaki, à Athènes).
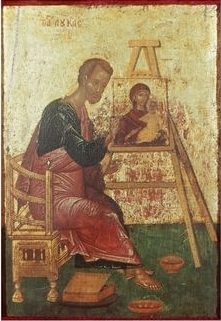
Saint Luc peignant la sainte Vierge Marie.
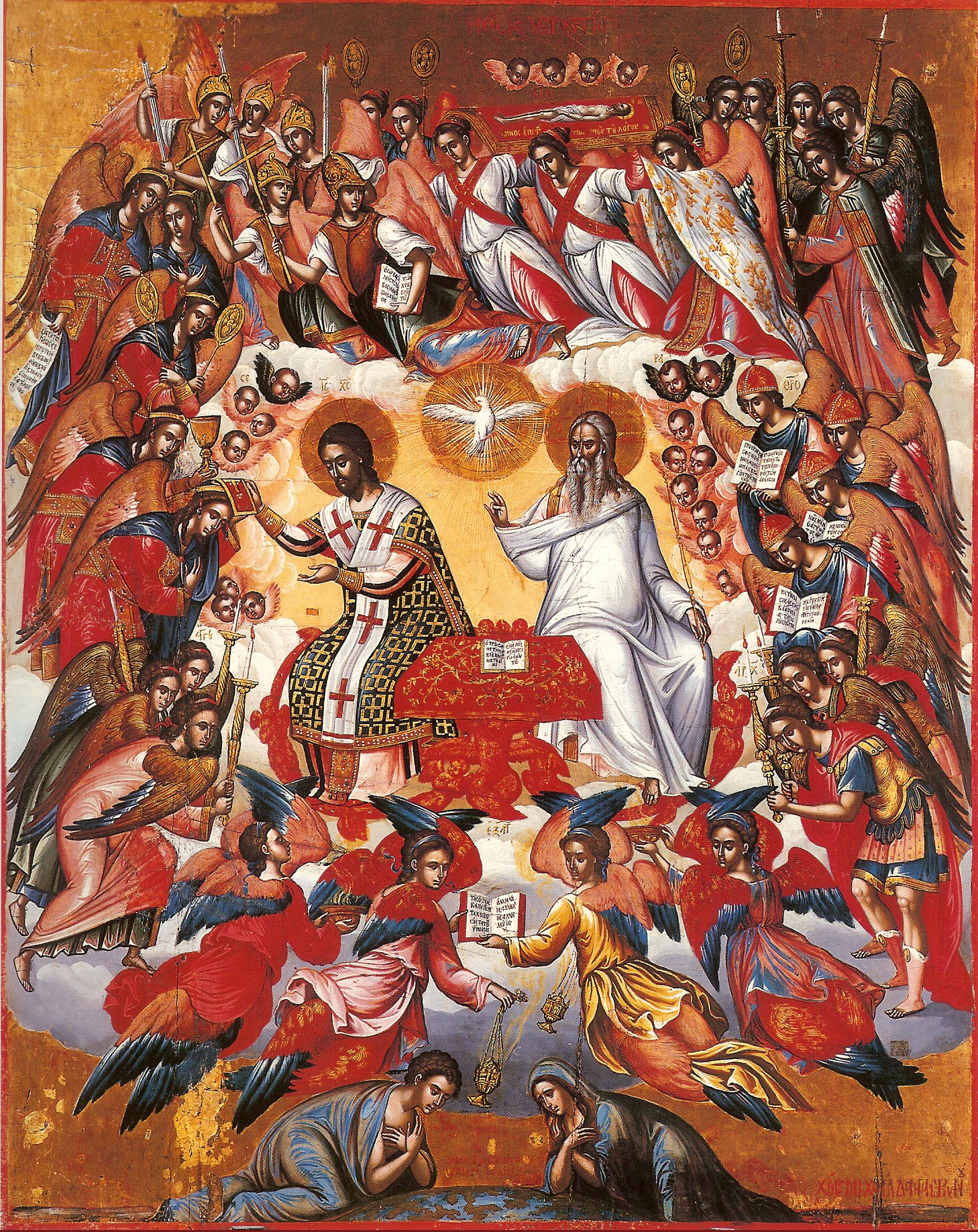
Divine Liturgie.
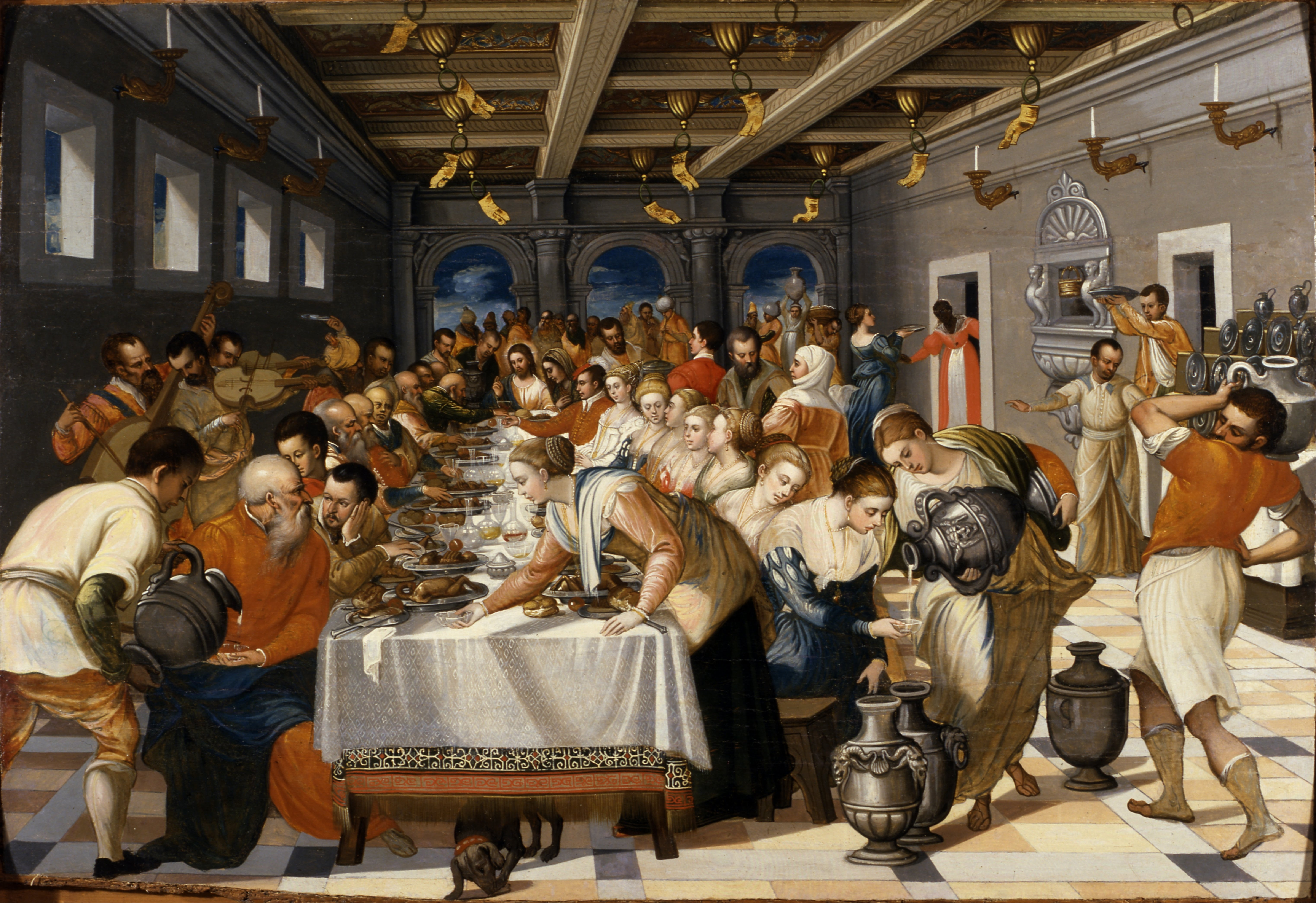
Les Noces de Cana (musée Correr, à Venise).

## Source
- (ru) Cet article est partiellement ou en totalité issu de l’article de Wikipédia en russe intitulé « Михаил Дамаскин » (voir la liste des auteurs).